# Хатчесон, Фрэнсис
Фрэ́нсис Ха́тчесон (англ. Francis Hutcheson; 8 августа 1694, Северная Ирландия — 1747, Глазго) — шотландский философ, сторонник деизма.

## Биография
Фрэнсис Хатчесон родился 8 августа 1694 года в Северной Ирландии в семье протестантского пастора.
Был профессором нравственной философии в университете Глазго.
Систематизировал и развивал этические и эстетические идеи Эшли Шефтсбери и Локка. Вместе с тем является предшественником шотландской школы здравого смысла. 
Считается одним из отцов-основателей Шотландского просвещения.
Фрэнсис Хатчесон умер 14 января 1747 года в Глазго.

### Ранняя жизнь
Считается, что он родился в Драмалиге, в приходе Сентфильд, графство, Даун на Вернере, в современной Северной Ирландии. Он был сыном Пресвитерианского священника из Ольстера шотландского происхождения, который родился в Ирландии. Учился в Университете Глазго, где он провел 1710-1718 годы в изучении философии и общей литературы, а затем в изучении теологии, получив степень в 1712 году. Будучи студентом, он работал учителем у графа Килмарнока.

## Кафедра моральной философии в Глазго
В 1729 году Хатчесон сменил своего старого учителя Гершома Кармайкла на кафедре моральной философии в Университете Глазго, став первым профессором, читавшим лекции на английском языке вместо латыни. Любопытно, что до этого времени все его сочинения и письма публиковались анонимно, но их авторство, по-видимому, было хорошо известно. В 1730 году он приступил к исполнению своих служебных обязанностей, прочитав вступительную лекцию (впоследствии опубликованную) "De naturali hominum socialitate" (о естественном братстве человечества). Он ценил свободное время для своих любимых занятий; "non levi igitur laetitia commovebar cum almam matrem Academiam me, suum olim alumnum, in libertatem asseruisse audiveram."
Однако работы, на которых была заработана репутация Хатчесона, уже были опубликованы. Во время своего пребывания в качестве лектора в колледже Глазго он преподавал и оказал влияние на Адама Смита, экономиста и философа. "Порядок тем, обсуждаемых в экономической части системы Хатчесона[моральной философии, 1755], повторяется Смитом в его лекциях в Глазго и снова в "богатстве Наций".
Хатчесон считался одним из самых выдающихся лекторов в Университете Глазго в свое время и заслужил одобрение студентов, коллег и даже простых жителей Глазго с пылом и серьезностью его речей. Его корни как священника присутствовали и в его лекциях, которые стремились не только преподавать философию, но и заставить его студентов воплощать эту философию в своей жизни (соответственно его стили называть  "проповедник философии").
Личность и метод чтения лекций так повлияли на его студентов и заставили величайших из них почтительно обращаться к нему как к "никогда не забываемому Хатчесону", титул, который Смит во всей своей переписке использовал для описания только двух людей, его хорошего друга Дэвида Хьюма и наставника Хатчесона.

## Другие работы
Помимо названных работ, при жизни Хатчесона были опубликованы следующие: брошюра "соображения о покровительстве" (1735); Philosophiae moralis institutio compendiaria, ethices et jurisprudentiae naturalis elementa continens, lib. iii. (Глазго, 1742); Metaphysicae synopsis ontologiam et pneumatologiam campleciens (Глазго, 1742). Последняя работа была опубликована анонимно. После его смерти его сын, Фрэнсис Хатчесон, опубликовал самую длинную из своих работ: систему моральной философии, в трех книгах (1755). Этому предшествует жизнеописание автора, написанное доктором Уильямом Личманом, профессором богословия в Университете Глазго. Единственная оставшаяся работа, приписанная Хатчесону, - это небольшой трактат по логике (Глазго, 1764). Этот сборник вместе с "сборником метафизики" был переиздан в Страсбурге в 1722 году.
Таким образом, Хатчесон имел дело с метафизикой, логикой и этикой. Его значение, полностью связано с его этическими трудами, и среди них, главным образом с четырьмя эссе и письмами, опубликованными во время его пребывания в Дублине. Его точка зрения имеет отрицательный и положительный аспект; он находится в сильной оппозиции к Томасу Гоббсу и Мандевилю и в основном согласен с Шефтсбери, чье имя он соединил со своим на титульном листе первых двух эссе. Очевидные и фундаментальные точки согласия между двумя авторами включают в себя аналогию, проведенную между красотой и добродетелью, функции, возложенные на моральное чувство, положение о том, что благожелательные чувства составляют первоначальную и несводимую часть нашей природы, и решительное принятие принципа, что критерием добродетельного действия является его тенденция способствовать общему благосостоянию.

## Этика
Согласно Хатчесону, человек обладает разнообразными чувствами, внутренними и внешними, рефлекторными и прямыми, общим определением чувства является "любая решимость нашего ума получать идеи независимо от нашей воли и иметь восприятие удовольствия и боли" (эссе о природе и поведении страстей, раздел III). Он не пытается дать исчерпывающее перечисление этих "чувств", но в различных частях своих работ он указывает, помимо пяти внешних чувств, которые обычно признаются, к ним могут быть добавлены:
1. сознание, посредством которого каждый человек имеет восприятие самого себя и всего, что происходит в его собственном уме.
2. чувство прекрасного (иногда называемое специально "внутренним чувством").
3. общественное чувство, или sensus communis, "решимость быть довольным счастьем других и быть обеспокоенным их несчастьем".
4. нравственное чувство, или "нравственное чувство красоты в поступках и чувствах, с помощью которого мы воспринимаем добродетеля в себе или других"
5. чувство чести, или похвалы и порицания
6. ощущение нелепости. Очевидно, как признает автор, что могут существовать "другие восприятия, отличные от всех этих классов", и в действительности, по-видимому, нет предела числу "чувств", в которых может возникнуть .

Из этих "чувств" - моральное, играет самую важную роль в этической системе Хатчесона. Она непосредственно высказывается о характере поступков, одобряя те, которые добродетельны, и осуждая те, которые порочны. 
"Его основной замысел, - говорит он в предисловии к двум первым трактатам, - состоит в том, чтобы показать, что человеческая природа не осталась совершенно безразличной к добродетели. Слабость нашего разума и склонности, проистекающие из немощи и необходимостей нашей природы, так велики, что очень немногие люди могли бы когда-либо сделать те длинные выводы из причин, которые показывают, что некоторые действия в целом выгодны действующему лицу, а их противоположности пагубны. Автор природы гораздо лучше подготовил нас к добродетельному поведению, чем, по-видимому, воображают наши моралисты. Он сделал добродетель прекрасной, чтобы возбудить наше стремление к ней, и дал нам сильные привязанности, чтобы быть мы понимали разницу."
Оставляя в стороне апелляцию к конечным причинам, включенным в этот отрывок, а также предположение, что "моральное чувство" не имело никакого роста или истории, но было "внедрено" в человека точно так же, как и у более цивилизованных рас (предположение, общее как для Хатчесона, так и для Батлера), его использование термина "чувство" имеет тенденцию затемнять реальную природу процесса морального суждения. Ибо, как установил Юм, этот акт состоит из двух частей: акта обдумывания, ведущего к интеллектуальному суждению.; и рефлекторное чувство удовлетворения от действий, которые мы считаем хорошими, и неудовлетворенности от тех, которые мы считаем плохими. Посредством интеллектуальной части этого процесса мы относим действие или привычку к определенному классу; но как только интеллектуальный процесс завершается, в нас возбуждается чувство.
Даже если последняя часть этого процесса мгновенна, однородна и свободна от ошибок, первая-нет. Все человечество может одобрять то, что является добродетельным или служит общему благу, но придерживаться самых различных мнений и часто это приводит к прямо противоположным выводам, относительно конкретных действий и привычек. Хатчесон признает это очевидное различие в своем анализе умственного процесса, предшествующего моральному действию, и не игнорирует его, даже когда пишет о моральном одобрении или неодобрении, которое следует за действием. Тем не менее Хатчесон, как своей фразеологией, так и языком, который он использует для описания процесса моральной апробации, сделал многое для того, чтобы поддержать тот свободный, популярный взгляд на мораль, который, игнорируя необходимость обдумывания и размышления, поощряет поспешные решения и непреднамеренные суждения.
Термин "моральное чувство", если бы он неизменно соединялся с термином "моральное суждение", проверялся вопросами, взятый, как обозначающий сложный процесс морального одобрения, он может привести не только к серьезному заблуждению, но и к серьезным практическим ошибкам. Ибо если решения каждого человека являются исключительно результатом непосредственной интуиции морального чувства, то зачем прилагать какие-либо усилия, чтобы проверить, исправить или пересмотреть их? Или зачем обучать людей, чьи решения непогрешимы? И как мы можем объяснить различия в моральных решениях различных обществ и наблюдаемые изменения в собственных взглядах человека? Это выражение имеет, по сути, недостаток большинства метафорических терминов: приводит к преувеличению истины, которую оно должно предполагать. 
Но хотя Хатчесон обычно описывает моральную способность как работающую инстинктивно и немедленно, он не рассматривает вместе, моральную способность с моральным стандартом. Критерием правильности действий у Хатчесона, как и у Шефтсбери, является стремление содействовать общему благосостоянию человечества. Таким образом, он предвосхищает утилитаризм Бентама—и не только в принципе, но даже в использовании фразы "величайшее счастье для наибольшего числа". Хатчесон, не видел противоречия между этим внешним критерием и его фундаментальным этическим принципом. Интуиция не имеет никакой возможной связи с расчетом и Хатчесон, принимая такой критерий, практически отрицает свое фундаментальное предположение. С принятием Хатчесоном утилитарного стандарта связана своего рода моральная алгебра, предложенная с целью "вычисления нравственности поступков".
Другой отличительной этической доктриной Хатчесона является то, что было названо "благожелательной теорией" морали. Гоббс утверждал, что все другие поступки, как бы они ни были замаскированы под внешнюю симпатию, имеют свои корни в любви к себе. Хатчесон не только утверждает, что благожелательность является единственным и непосредственным источником многих наших поступков, но, вполне естественно, что она является единственным источником тех поступков, которые мы, поразмыслив, одобряем. В соответствии с этой позицией поступки, проистекающие только из любви к себе, морально безразличны. Но, конечно, по общему согласию цивилизованных людей, благоразумие, воздержание, чистота, трудолюбие, самоуважение и вообще личные добродетели - считаются, и справедливо считаются, подходящими объектами морального одобрения.
Это соображение едва ли могло ускользнуть от внимания любого автора, как бы он ни был привязан к своей собственной системе, и Хатчесон пытается выйти из затруднения, выдвигая положение, что человек может справедливо считать себя частью рациональной системы и, таким образом, может быть отчасти объектом его собственной благожелательности, любопытное злоупотребление терминами, которое действительно допускает рассматриваемый вопрос. Более того, он признает, что хотя самолюбие не заслуживает одобрения, но и осуждения, за исключением его крайних форм, оно не заслуживает, однако же, удовлетворения требований самолюбия-одно из условий сохранения общества. Настаивать на несоответствиях, связанных с этими различными утверждениями, было бы излишней задачей.

## Эстетика
Кроме того, Хатчесона можно считать одним из самых ранних современных авторов по эстетике. Его размышления на эту тему содержатся в "исследовании о красоте, порядке, гармонии и дизайне", первом из двух трактатов, опубликованных в 1725 году. Он утверждает, что мы наделены особым чувством, с помощью которого воспринимаем красоту, гармонию и пропорции. Это рефлекторное чувство, потому что оно предполагает действие внешних чувств зрения и слуха. Его можно назвать внутренним чувством, для того, чтобы отличить его восприятие от простого восприятия зрения и слуха, и потому, что "в некоторых других действиях, где наши внешние чувства не очень заняты, мы различаем некую красоту, очень похожую во многих отношениях на ту, что наблюдается в чувственных предметах и сопровождается подобным же удовольствием" (исследование и т. д., Раздел 1, XI). Последняя причина заставляет обращать внимание на красоту, воспринимаемую в универсальных истинах, в действии общих причин, в моральных принципах и действиях. Таким образом, аналогия между красотой и добродетелью, которая была столь любимой темой у Шефтсбери, заметна и в трудах Хатчесона. По всему трактату разбросано множество важных и интересных наблюдений, которые наши ограничения мешают. Но студенту умственной философии это может быть особенно интересно замечание о том, как Хатчесон  применяет принцип ассоциации, чтобы объяснить наши представления о красоте, а также устанавливает ограничения для его применения, настаивая на существовании "естественной силы восприятия или чувства прекрасного в объектах, предшествующей всем обычай, воспитание и пример" (см. дознание, и т. д., сект. 6, 7; лекции Гамильтона о метафизике).
Труды хатчесона вызвали много споров. Не говоря уже о второстепенных оппонентах, таких как "Филарет" (Гилберт Бернет, уже упоминавшийся), д—р Джон Балгай (1686-1748), пребендарий Солсбери, автор двух трактатов об "основах нравственной добродетели", И Д-р Джон Тейлор (1694-1761) из Норвича, министр со значительной репутацией в свое время (автор исследования схемы аморальности, выдвинутой д-ром Хатчесоном). Место в литературе английской этики-Диссертация Батлера о природе добродетели, и Трактат Ричарда Прайса о моральном добре и зле (1757). В этой последней работе автор противоречит Хатчесону, что действия сами по себе правильны или неправильны, что правильное и неправильное-это простые идеи, не поддающиеся анализу, и что эти идеи непосредственно воспринимаются рассудком. Таким образом, мы видим, что не только непосредственно,  система Хатчесона в сочетании с системой Шефтсбери в значительной степени способствовала формированию и развитию некоторых из наиболее важных современных школ этики.

## Влияние в колониальной Америке
Норман Файринг, специалист по интеллектуальной истории колониальной Новой Англии, описал Фрэнсиса Хатчесона как "вероятно, самого влиятельного и уважаемого морального философа в Америке в восемнадцатом веке”. Раннее исследование Хатчесоном, наших представлений о красоте и добродетели, вводящее его постоянную ассоциацию "неотчуждаемых прав" с коллективным правом сопротивляться репрессивному правительству, использовалось в Гарвардском колледже в качестве учебника еще в 1730-х годах. Среди учеников было "удивительно большое число активных, известных патриотов", включая трех подписавших Декларацию независимости, которые "научились своим патриотическим принципам у Хатчесона и Элисон". Другой подписавший Декларацию независимости Джон Уизерспун из колледжа Нью-Джерси (ныне Принстонский университет) в своих лекциях по моральной философии в значительной степени опирался на взгляды Хатчесона

## Смерть
Фрэнсис Хатчесон провел некоторое время в Дублине и умер во время посещения этого города в 1746 году. Он похоронен на кладбище Святой Марии, которое также является местом последнего упокоения его двоюродного брата Уильяма Брюса. Сегодня Сент-Мэри-это общественный парк, расположенный на том месте, где сейчас находится Вулф-тон-стрит. Многие ирландцы почтили память Фрэнсиса Хатчесона.  "Никогда не будет забыт Хатчесон" лежит в том, что теперь является безымянной могилой в Дублине, который он любил и "где была сделана его лучшая работа" - написано на могиле Хатчесона. В 1761 году Хатчесон был публично одобрен в ежегодной полуофициальной предвыборной проповеди в Массачусетсе как "одобренный писатель по этике." Краткое введение хатчесона в моральную философию было использовано в качестве учебника в колледже Филадельфии в 1760-х годах. Фрэнсис Элисон, профессор философии морали в колледже Филадельфии, был бывшим учеником Хатчесона, который внимательно следил за мыслью Хатчесона. 

## Психологическая философия
В области психологической философии и логики вклад Хатчесона отнюдь не столь важен и оригинален, как в области моральной философии. Они интересны главным образом как связующее звено между Локком и Шотландской школой. Все основные положения философии Локка на первый взгляд кажутся само собой разумеющимися. Так, излагая свою теорию нравственного чувства, Хатчесон особенно тщательно отвергает учение о врожденных идеях (см., например, "исследование о нравственном добре и зле". В то же время он проявляет большую разборчивость, чем Локк, в различении между двумя употреблениями этого выражения и между законной и незаконной формой учения. 
Все идеи, как у Локка, относятся к внешнему или внутреннему чувству, или, другими ощущениям и рефлексии. Это, однако, самая важная модификация учения Локка и связывает ментальную философию Хатчесона с философией Рида, когда он утверждает, что идеи движения и покоя "являются более правильными идеями, сопровождающими ощущения зрения и осязания, чем ощущения любого из этих чувств".; что мысль о себе сопровождает каждую мысль.

## Избранная библиография
- «Enquiry into the original of our ideas of beauty and virtue» (1720, анонимное);
- «Essay on the nature and conduct of the passions and affections, with illustration of the moral sense»;
- «Philosophiae moralis institutio compendiaria» (1745);
- «A system of moral philosophy», 1755, посмертное издание)[7].